# Žabčice (przystanek kolejowy)
Žabčice – przystanek kolejowy w Žabčicach, w kraju południowomorawskim, w Czechach. Znajduje się na wysokości 190 m n.p.m..
Jest zarządzany przez Správę železnic. Na przystanku istnieje możliwości zakupu biletów i rezerwacji miejsc.

## Linie kolejowe
- 250 Havlíčkův Brod - Brno - Kúty